# Копитняк
Копитняк (Asarum) — рід квіткових рослин родини хвилівникових (Aristolochiaceae). Відомо 132 види, що ростуть у Європі, Азії, Канаді й США. В Україні (та й усій Європі) росте лише один вид — копитняк європейський (Asarum europaeum).

## Опис
Багаторічні трави. Кореневища короткі й вертикальні чи довгі й горизонтальні; кореневища та коріння часто гостро ароматні. Стебло коротке, лежаче. Листки поодинокі чи парні, зазвичай на довгих ніжках, часто серцеподібні чи стрілоподібні, край цільний. Квітки верхівкові, поодинокі (рідко парні). Оцвітина правильна, неопадна; більш-менш міцно зрощених листочків оцвітини всього три; тичинок 12. Плід — м'ясиста або губчаста коробочка, яка нерівномірно розколюється при дозріванні. 2n = 12, 24, 26

## Класифікація
Рід містить 85 видів. Інколи рід ділять на 5 родів:
- Asarum s.s. — 17 видів, що поширені у Азії (в основному у Китаї), Північній Америці та Європі
- Heterotropa (понад 50 видів), що поширені у Азії
- Asiasarum (3-4 види), що поширені у Азії
- Geotaenium (3-4 види), що поширені у Азії
- Hexastylis (10 видів), що поширені у Північній Америці

### Види
- Asarum arifolium
- Asarum bashanense
- Asarum campaniflorum
- Asarum canadense
- Asarum caudatum
- Asarum caudigerellum
- Asarum caudigerum
- Asarum caulescens
- Asarum chengkouense
- Asarum chinensis
- Asarum controversum
- Asarum crassisepalum
- Asarum crassum
- Asarum crispulatum
- Asarum debile
- Asarum delavayi
- Asarum dimidiatum (synonym of Asiasarum dimidiatum)
- Asarum epigynum (synonym of Geotaenium epigynum)
- Asarum europaeum — Копитняк європейський
- Asarum forbesii (synonym of Heterotropa forbesii)
- Asarum fukienense
- Asarum geophilum (synonym of Geotaenium geophilum)
- Asarum gusuk
- Asarum hartwegii
- Asarum hayatanum
- Asarum heterotropioides (synonym of Asiasarum heterotropiodes)
- Asarum himalaicum
- Asarum hongkongense
- Asarum hypogynum
- Asarum ichangense
- Asarum inflatum
- Asarum insignis
- Asarum kooyanum
- Asarum lemmonii
- Asarum leptophyllum
- Asarum longerhizomatosum
- Asarum macranthum
- Asarum magnificum
- Asarum majale
- Asarum marmoratum
- Asarum maruyamae
- Asarum maximum
- Asarum mikuniense
- Asarum mitoanum
- Asarum nanchuanense
- Asarum nobilissimum
- Asarum petelotii
- Asarum porphyronotum
- Asarum pulchellum
- Asarum renicordatum
- Asarum sagittarioides
- Asarum senkakuinsulare
- Asarum sieboldii (synonym of Asiasarum sieboldii)
- Asarum splendens
- Asarum taipingshanianum
- Asarum tohokuense
- Asarum tongjiangense
- Asarum wagneri
- Asarum wulingense
- Asarum yunnanense (synonym of Geotaenium yunnanse)

## Токсичність
Рослини родини Хвилівникові містять аристолохієву кислоту, що є сильним канцерогеном з відкладеним (до 10 років) терміном дії. Вживання фітопрепаратів на основі продуктів родини Хвилівникові, в тому числі, Копитняка, значно збільшує ризик захворювань на рак печінки або нирок.

## Використання
Різні види цього роду культивуються як декоративні рослини в Європі, Північній Америці та Азії, особливо в Японії. Деякі види мають медичне застосування.